# E la storia continua... (I Trilli)
E la storia continua... è un album del gruppo I Trilli pubblicato nel 2009 dall'etichetta  Fonola Dischi. 
Si tratta del primo album della nuova formazione dei Trilli, composta da Vladimiro Zullo (figlio di Giuseppe Zullo detto Pippo, fondatore dei Trilli venuto a mancare nel 2007) e Francesco Zino. 

## Tracce
1. Trilli Trilli (Anonimo, Darino)
2. Accuntentase (Lauzi, Cesari)
3. A l'ea unn-a figgetta (Merli, Darini)
4. Vico drito Puntexello (Niliomi, Zullo, Deliperi)
5. Faela balà (Senno, Bo)
6. Piccon, dagghe cianin! (Pesce, De Santis)
7. Foxe de Zena (Piccone)
8. Ma se ghe pensu (Margutti, Cappello)
9. L'ultimo tango (Zullo, Merli)
10. Pomeriggio a Marrakech (Dellacasa, Zullo, Deliperi, Gian Franco Reverberi)
11. Canson da Cheullia (Margutti, Cappello)
12. Comme t'è bella Zena (De Scalzi, Carrai)
13. O trillalero (Zullo, Deliperi)